# Lovro Medić
Lovro Medić (Zagabria, 23 ottobre 1990) è un calciatore croato, attaccante del NK Zagabria.

## Biografia
Nato nella capitale croata è il figlio del controverso presidente del NK Zagabria Dražen.

## Carriera
Formatosi nell'accademia del NK Zagabria fece il suo debutto in Prva HNL il 6 marzo 2010 nella partita persa contro il Lokomotiva Zagabria. Il 15 novembre 2011 contro il Istria 1961, dopo essere subentrato gli ultimi 20 minuti al posto di Ante Mitrović, segnò di testa al 88º minuto il gol vittoria che consegnò tre punti alla squadra zagabrese. 
Durante la sua carriera fu spesso oggetto di critica dal gruppo di tifosi Bijeli Anđeli per via del legame familiare stretto con il presidente della società, considerando nepotistica la sua permanenza nel club. Nel 2013 dichiarò inoltre di aver voluto scappare da Zagabria per giocare all'estero, cosa che però non gli fu concessa dal padre. 
Nel 2016 si trasferì in Portogallo firmando un contratto triennale con il Boavista. Nel febbraio 2017 fu ceduto in prestito al Gafanha. Dopo la breve parentesi portoghese nel 2018 rincasò tra le file dei Pjesnici.